# زوكة
سيكه (بالألمانية: Syke) هي بلدة ألمانية تقع في ألمانيا في سكسونيا السفلى. يقدر عدد سكانها بـ 13,146 نسمة .

## أعلام
- أندرياس فوس